# Western United Football Club
Il Western United Football Club è una società calcistica australiana con sede nella città di Melbourne. Milita nell'A-League Men, massima serie del campionato australiano di calcio.
Ha vinto un campionati australiani, nella stagione 2021-2022

## Storia
Nell'agosto 2018 il Western Melbourne Group diviene una delle otto squadre aggiuntive inserite dalla Federazione calcistica australiana nella fase di candidatura all'ammissione al campionato nazionale. Quattro mesi dopo viene annunciata l'ammissione del Western Melbourne e del Macarthur al campionato. Il Western Melbourne annuncia che disputerà le proprie gare casalinghe al Kardinia Park di Geelong per le prime due stagioni, mentre sarà in atto la costruzione dello stadio e del centro di allenamento di Tarneit, da ultimare entro un triennio.
L'11 gennaio 2019 il Western Melbourne Group annuncia l'ingaggio dell'allenatore John Anastasiadis per la stagione d'esordio, con John Hutchinson come vice. Il 31 gennaio seguente la squadra ingaggia il primo calciatore, Panagiōtīs Kone, e il 12 febbraio il primo calciatore australiano, Josh Risdon. Il 13 febbraio 2019 il club annuncia che la propria denominazione ufficiale è Western United Football Club, a seguito di una votazione condotta dal quotidiano Herald Sun, consultazione che decide anche l'adozione del verde e del nero come colori sociali. 
Nel maggio 2019 il Western United annuncia di aver stipulato una collaborazione commerciale con lo sponsor tecnico Kappa. Due mesi dopo vengono presentate le maglie ufficiali per la nuova stagione sportiva, a strisce verdi e nere. 
Il 28 maggio 2022 la squadra si aggiudica per la prima volta il campionato australiano, battendo il Melbourne City campione in carica per 2-0 nella finale della poule scudetto.

## Organico

### Rosa 2024-2025
| N. |                      | Ruolo | Calciatore                   |
| -- | -------------------- | ----- | ---------------------------- |
| 1  | Australia (bandiera) | P     | Tom Heward-Belle             |
| 4  | Australia (bandiera) | D     | James Donachie               |
| 5  | Australia (bandiera) | A     | Oli Lavale                   |
| 6  | Giappone (bandiera)  | D     | Tomoki Imai                  |
| 7  | Australia (bandiera) | C     | Ramy Najjarine               |
| 8  | Australia (bandiera) | C     | Lachlan Wales                |
| 9  | Giappone (bandiera)  | A     | Hiroshi Ibusuki              |
| 13 | Australia (bandiera) | D     | Tate Russell                 |
| 14 | Australia (bandiera) | C     | Jake Najdovski               |
| 17 | Australia (bandiera) | D     | Benjamin Garuccio (capitano) |
| 19 | Australia (bandiera) | A     | Noah Botic                   |
| 21 | Australia (bandiera) | C     | Sebastian Pasquali           |
| 22 | Australia (bandiera) | D     | Kane Vidmar                  |
| 23 | Australia (bandiera) | C     | Rhys Bozinovski              |

| N. |                      | Ruolo | Calciatore       |
| -- | -------------------- | ----- | ---------------- |
| 24 | Australia (bandiera) | A     | Michael Ruhs     |
| 29 | Australia (bandiera) | D     | Jacob Tratt      |
| 30 | Australia (bandiera) | D     | Dylan Leonard    |
| 32 | Australia (bandiera) | C     | Angus Thurgate   |
| 33 | Australia (bandiera) | P     | Matt Sutton      |
| 34 | Australia (bandiera) | C     | James York       |
| 37 | Australia (bandiera) | A     | Luke Vickery     |
| 39 | Australia (bandiera) | C     | Matthew Grimaldi |
| 43 | Australia (bandiera) | C     | Khoder Kaddour   |
| 44 | Australia (bandiera) | C     | Jordan Lauton    |
| 47 | Australia (bandiera) | D     | Luka Coveny      |
| 70 | Australia (bandiera) | P     | Michael Vonja    |
| 77 | Giappone (bandiera)  | D     | Riku Danzaki     |
|    | Australia (bandiera) | D     | Besian Kutleshi  |

### Staff tecnico
- John Aloisi - Allenatore
- Vincenzo Ierardo - Assistente
- Steve Horvat - Direttore sportivo
- Michael Theoklitos - Allenatore dei portieri

## Palmarès

### Competizioni nazionali
- Campionato australiano: 1

2021-2022